# Mais (álbum de Os Arrais)
Mais é o segundo álbum de estúdio do duo de indie folk Os Arrais, lançado pela Sony Music Brasil em maio de 2013, com produção musical de Andy Gullahorn.
O disco reúne canções, em maior parte, escritas pela dupla. A cantora Daniela Araújo participa nos vocais de "Não Fale" e "A Voz". O álbum foi aclamado pela crítica. e chegou ao primeiro lugar de vendas no iTunes.

## Lançamento e recepção
| Críticas profissionais | Críticas profissionais |
| Avaliações da crítica  | Avaliações da crítica  |
| Fonte                  | Avaliação              |
| ---------------------- | ---------------------- |
| O Propagador           | [ 4 ]                  |
| Super Gospel           | [ 6 ]                  |

Mais foi liberado em maio de 2013 pela gravadora Sony Music Brasil. O projeto recebeu uma avaliação aclamada do portal O Propagador. Em texto assinado por Rodrigo Berto, o álbum foi definido que os músicos, com o álbum, "chegaram impulsionando um novo conceito de música evangélica, ou repaginando aquilo que deveria ser feito desde o começo: ligado inteira e exclusivamente às Escrituras".
Com cotação de quatro estrelas de cinco, a avaliação do Super Gospel também foi favorável, argumentando que "A vida cristã rumo à Eternidade é como um mar. A paisagem pode soar bela, mas é complexa e tem seus ônus. O indie folk dos irmãos Arrais retratou a imagem com maestria".
Em 2019, foi eleito pelo Super Gospel o 22º melhor álbum da década de 2010.

## Faixas
1. "21"
2. "Mais"
3. "Não Fale"
4. "A Voz"
5. "Rojões"
6. "Oração"
7. "17 de Janeiro"
8. "Herança"
9. "Esperança"
10. "Saudade"